# Xu Xianzhi
Xu Xianzhi (徐羨之) (364. – 426.), kurtoazno ime Zongwen (宗文), bio je kineski velikodostojnik u službi dinastije Liu Song, najpoznatiji po tome što je nakon smrti osnivača dinastije cara Wua (Liu Yu) uz pomoć kolega Fu Lianga i Xie Huia svrgnuo njegovog nasljednika cara Shaoa, smatrajući ga nedostojnim prijestolja. Novi vladar, Shaov brat car Wen bio je bjesan zbog bratovog ubojstva te je naredio Xu Xianzhijevo pogubljenje, a nakon čega je Xu izvršio samoubojstvo.